# Christian Tarr
Christian Tarr (* 25. Mai 1765 in Baltimore, Province of Maryland; † 24. Februar 1833 in Washington, Pennsylvania) war ein US-amerikanischer Politiker. Zwischen 1817 und 1821 vertrat er den Bundesstaat Pennsylvania im US-Repräsentantenhaus.

## Werdegang
Christian Tarr erhielt nur eine eingeschränkte Schulausbildung. 1794 zog er in das Westmoreland County in Pennsylvania, wo er in der Landwirtschaft arbeitete. Später arbeitete er im Fayette County auch in der Töpferei. Politisch schloss er sich der Demokratisch-Republikanischen Partei an. Bei den Kongresswahlen des Jahres 1816 wurde Tarr im 13. Wahlbezirk von Pennsylvania in das US-Repräsentantenhaus in Washington, D.C. gewählt, wo er am 4. März 1817 die Nachfolge von Isaac Griffin antrat. Nach einer Wiederwahl konnte er bis zum 3. März 1821 zwei Legislaturperioden im Kongress absolvieren.
In den Jahren 1821 und 1822 saß Tarr als Abgeordneter im Repräsentantenhaus von Pennsylvania; von 1827 bis 1829 war er Straßenaufseher der Bundesstraße zwischen Cumberland (Maryland) und Wheeling im heutigen West Virginia. Er starb am 24. Februar 1833 in der Ortschaft Washington im Fayette County.